# 博讷沃
博讷沃（法語：Bonneveau，法語發音：[bɔnvo]）是法国卢瓦-谢尔省的一个市镇，位于该省西北部，和萨尔特省接壤，属于旺多姆区。

## 地理
博讷沃（47°48'45"N, 0°44'59"E）面积10.95 平方千米，位于法国中央-卢瓦尔河谷大区卢瓦-谢尔省，该省份为法国中北部省份，北起厄尔-卢瓦省，东北接卢瓦雷省，东南接谢尔省，南至安德尔省，西南接安德尔-卢瓦尔省，西北接萨尔特省。
与博讷沃接壤的市镇（或旧市镇、城区）包括：塞莱、苏热、特罗、布赖河畔贝塞、拉沙佩勒于翁。

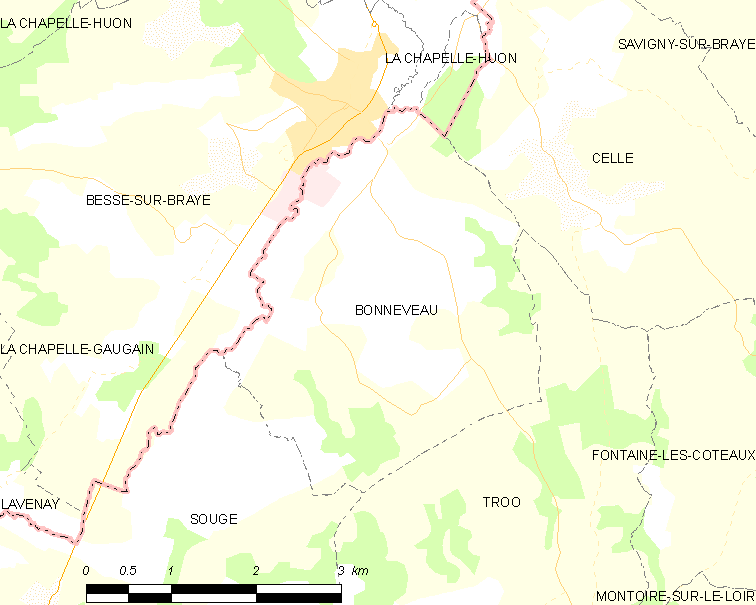
博讷沃的OSM定位图

博讷沃的时区为UTC+01:00、UTC+02:00（夏令时）。

## 行政
博讷沃的邮政编码为41800，INSEE市镇编码为41020。

## 政治
博讷沃所属的省级选区为佩尔什县。

## 人口

1962-2008年间博讷沃人口变化图示

博讷沃于2022年1月1日时的人口数量为455人。